# Cynometra hemitomophylla
Cynometra hemitomophylla är en ärtväxtart som först beskrevs av John Donnell Smith, och fick sitt nu gällande namn av Nathaniel Lord Britton och Joseph Nelson Rose. Cynometra hemitomophylla ingår i släktet Cynometra, och familjen ärtväxter. Inga underarter finns listade i Catalogue of Life.